# Sara Petersen
Sara Slott-Bruun Petersen (Nykøbing Falster, 9 april 1987) is een Deens atlete, gespecialiseerd in het hordelopen, met name de 400 m horden. Bovendien is zij een verdienstelijk sprintster. Ze heeft een vijftal nationale records op haar naam staan, vertegenwoordigde haar land tweemaal op de Olympische Spelen en hield daar eenmaal een zilveren medaille aan over. Zij is de eerste Deense atlete die op een individueel loopnummer een olympische medaille veroverde.

## Carrière

### Goud op EYOF
Petersen begon op haar dertiende met atletiek en al gauw bleek zij een groot talent. In eigen land vestigde zij verschillende nationale jeugdrecords en werd zij reeds in 2002, nauwelijks vijftien jaar oud, voor het eerst nationaal kampioene bij de senioren op de 400 m horden, haar specialiteit. In 2003 won zij op dit onderdeel goud op de EYOF in Parijs en sindsdien nam zij deel aan alle internationale juniorenkampioenschappen.

### Brons op universiade
Bij haar internationale seniorendebuut, op de Europese indoorkampioenschappen van 2009 in Turijn, liep Petersen in de serie van de 400 m in 53,85 s een nationaal record. In de halve finale slaagde zij er echter niet in om die prestatie te herhalen en strandde zij met 54,63. Later dat jaar, op de universiade in Belgrado, behaalde de Deense op de 400 m horden in 56,40 de bronzen medaille. Kort daarna eindigde zij op de Europese kampioenschappen onder 23 jaar als zesde op dit onderdeel, maar tijdens het hoogtepunt van het seizoen, de wereldkampioenschappen in Berlijn, werd zij in de halve finales van de 400 m horden uitgeschakeld. Ook hier had zij in haar serie een snellere tijd laten noteren. Nog in datzelfde jaar onderging zij een operatie aan haar voet, waardoor het lang duurde, voordat zij in 2010 weer op toeren kwam. Toch wist zij zich te kwalificeren voor de Europese kampioenschappen in Barcelona, waar zij overigens reeds in de series van de 400 m horden strandde.

### Gestrand in halve finales
Heel wat beter verging het Petersen in 2011. In juli verbeterde zij bij wedstrijden in Ljubljana haar nationale record op de 400 m horden naar 55,97. Hiermee voldeed zij ruimschoots aan de eis voor deelname aan de WK in Daegu en ook aan de B-kwalificatie-eis voor de Olympische Spelen van 2012. Voorafgaand aan Daegu nam zij deel aan de universiade in Shenzhen, waar zij met haar tijd van 56,54 op de 400 m horden net buiten het podium eindigde. Op de WK gebeurde vervolgens hetzelfde als twee jaar eerder in Berlijn; weer liep zij op de 400 m horden haar snelste tijd in de serie, waarna zij opnieuw in de halve finale werd uitgeschakeld. De tijden lagen ditmaal echter met 56,32 om 56,49 veel dichter bij elkaar.
In 2012 ontwikkelde zich eenzelfde patroon als in voorgaande jaren. Opnieuw leverde Petersen in juli haar beste jaarprestatie. Dit keer was het in het Poolse Szczecin, waar zij haar nationale record op de 400 m horden verder verbeterde tot 55,68. Zowel op de EK in Helsinki als tijdens de Olympische Spelen in Londen kon zij die tijd echter niet benaderen en strandde zij in de halve finales.
Terugkijkend op de jaren 2009 tot en met 2012 kan achteraf worden vastgesteld, dat Petersens prestaties in die periode negatief zijn beïnvloed door blessures. Een verschoven tussenwervelschijf en drie stressfracturen aan haar middenvoetsbeentjes, waarvan tweemaal op precies dezelfde plek, maakten dat de Deense nooit een aaneengesloten langere periode optimaal kon trainen. Ze had het mentaal zwaar, al leidde het er nooit toe dat zij overwoog om te stoppen. Ze wist dat zij in staat zou moeten zijn om beter te presteren, mits zij maar een seizoen zonder serieuze blessures kon meemaken.

### Zwangerschap en comeback
In 2013 kwam Petersen niet in actie vanwege haar zwangerschap. Op 8 oktober zette ze een zoon op de wereld. Haar rentree op internationaal niveau, de EK van 2014 in Zürich, pakte ongelukkig uit voor de Deense, want op de 400 m horden werd zij in haar serie gediskwalificeerd. Een jaar later strandde Petersen tijdens de EK indoor in Praag op de 400 m opnieuw in de halve finales, nadat zij in haar serie wederom sneller was geweest. Het patroon van voorgaande jaren leek zich te gaan herhalen. Op de WK in Peking, later dat jaar, rekende de Deense echter eindelijk af met haar verleden, liet op de 400 m horden in haar serie en halve finale een stijgende lijn in haar prestaties zien en liep haar snelste race in de finale, waarin zij in 54,20, haar beste prestatie van het kampioenschap, als vierde net buiten de medailles eindigde.

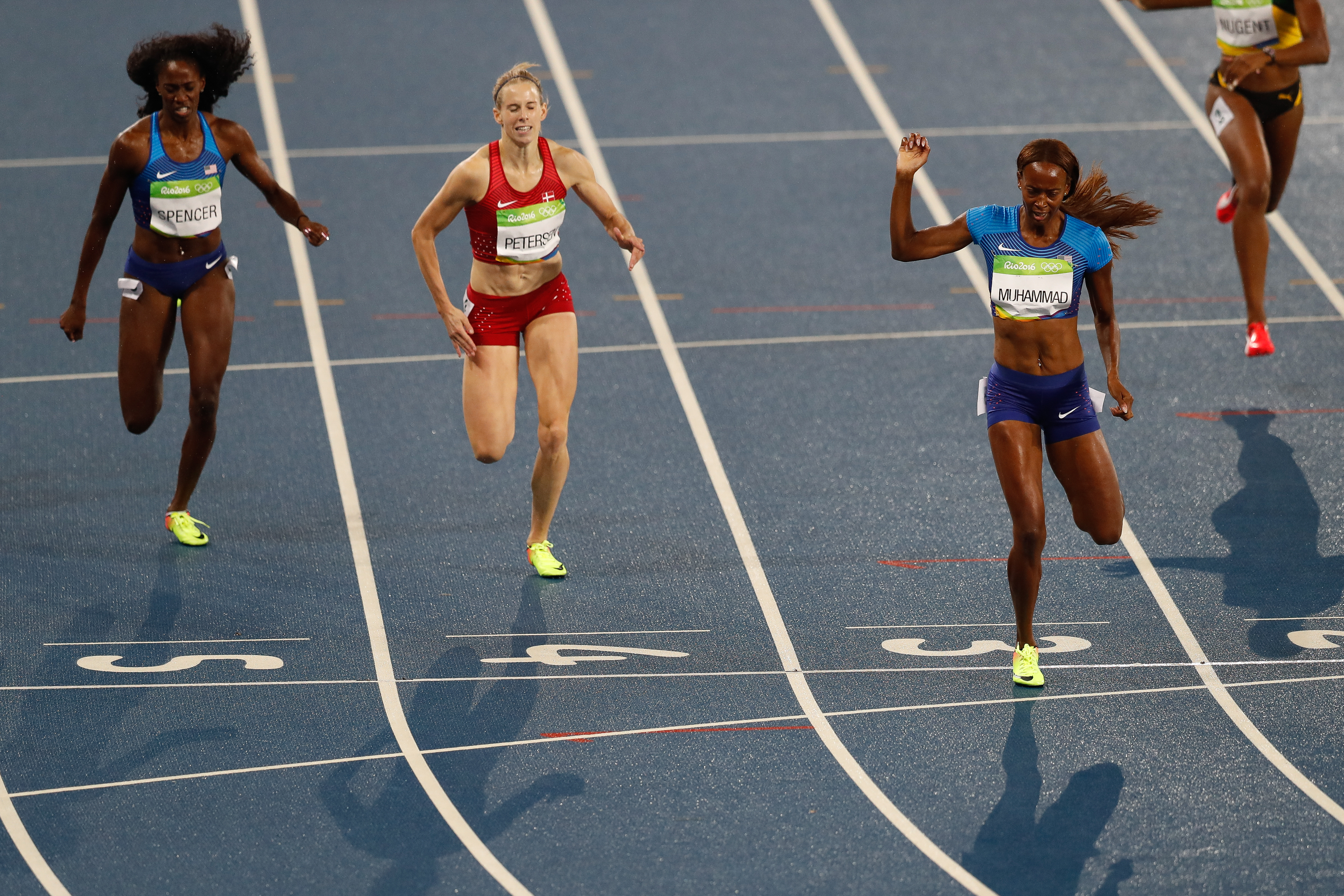
Sara Petersen (tweede van links) verovert de zilveren medaille in de olympische finale van de 400 m horden in Rio de Janeiro in 2016.

### Goud in Amsterdam en zilver in Rio
Het definitieve bewijs van haar verbeterde benadering van de grote toernooien leverde Petersen in 2016 in Amsterdam, waar zij deelnam aan de EK. Hier beleefde zij het eerste echte hoogtepunt van haar carrière door op de 400 m horden de titel voor zich op te eisen. Kort daarna volgde het tweede hoogtepunt. Op de Olympische Spelen in Rio de Janeiro veroverde de Deense in de nationale recordtijd van 53,55 de zilveren medaille op de 400 m horden achter de Amerikaanse Dalilah Muhammad, die in 53,13 het goud opeiste. Met deze prestatie werd Petersen tevens de eerste Deense die op een individueel loopnummer een olympische medaille behaalde.

### Studie
Petersen studeerde van 2008 tot 2012 aan de universiteit van Aarhus en voltooide haar bacheloropleiding in Voeding en Gezondheid.

## Titels
- Europees kampioene 400 m horden - 2016
- Deens kampioene 400 m horden - 2002, 2003, 2004, 2005, 2006
- Deens indoorkampioene 400 m - 2019
- Deens indoorkampioene 60 m horden - 2006

## Persoonlijke records
Outdoor
| Onderdeel    | Prestatie        | Datum             | Plaats         |
| ------------ | ---------------- | ----------------- | -------------- |
| 100 m        | 12,07 (-1,3 m/s) | 5 augustus 2007   | Odense         |
| 200 m        | 23,59 (+1,2 m/s) | 28 augustus 2016  | Aarhus         |
| 400 m        | 53,58            | 25 mei 2017       | Odense         |
| 800 m        | 2.15,70          | 11 september 2010 | Hvidovre       |
| 100 m horden | 14,66 (-0,2 m/s) | 18 augustus 2002  | Randers        |
| 400 m horden | 53,55 (NR)       | 18 augustus 2016  | Rio de Janeiro |

Indoor
| Onderdeel    | Prestatie  | Datum            | Plaats       |
| ------------ | ---------- | ---------------- | ------------ |
| 60 m         | 7,62       | 29 december 2014 | Aarhus       |
| 200 m        | 23,87 (NR) | 27 februari 2016 | Skive        |
| 400 m        | 52,59 (NR) | 13 februari 2016 | Växjö        |
| 60 m horden  | 8,58       | 18 februari 2007 | Malmö        |
| 400 m horden | 56,66 (NR) | 18 februari 2012 | Val-de-Reuil |

## Palmares

### 400 m
Kampioenschappen
- 2009: 6e in ½ fin. EK indoor - 54,63 s (in serie 53,85 s = NR)
- 2015: 5e in ½ fin. EK indoor - 53,82 s (in serie 53,29 s)
- 2017: 3e in ½ fin. EK indoor - 52,86 s
- 2019:  Deense indoorkamp. - 54,95 s

### 60 m horden
Kampioenschappen
- 2006:  Deense kamp. - 8,71 s

### 400 m horden
Kampioenschappen
- 2002:  Deense kamp. - 60,67 s
- 2003:  Deense kamp. - 64,57 s
- 2003:  EYOF te Parijs - 60,18 s
- 2003: 4e WK U18 - 59,42 s
- 2004:  Deense kamp. - 62,02 s
- 2004: 14e WK U20 - 60,60
- 2005:  Deense kamp. - 58,21 s
- 2005: 4e EK U20 - 58,85 s
- 2006:  Deense kamp. - 59,47 s
- 2006: 9e WK U20 - 57,65 s
- 2009:  Universiade - 56,40 s
- 2009: 6e EK U23 - 56,77 s
- 2009: 7e in ½ fin. WK - 56,99 s (in serie 56,51 s)
- 2010: 5e in serie EK - 57,28 s
- 2011: 4e Universiade - 56,54 s
- 2011: 6e in ½ fin. WK - 56,49 s (in serie 56,32)
- 2012: 6e in ½ fin. EK - 56,07 s
- 2012: 6e in ½ fin. OS - 56,21 s (in serie 56,01 s)
- 2014: DSQ in serie EK
- 2015: 4e WK - 54,20 s
- 2016:  EK - 55,12 s
- 2016:  OS - 53,55 s (NR)
- 2017: 4e in ½ fin. WK - 55,45 s (in serie 55,23 s)
- 2018: 6e in ½ fin. EK - 56,91 s

Diamond League podiumplaatsen
- 2015:  Meeting Areva - 53,99 s
- 2015:  Athletissima - 55,01 s
- 2015:  Stockholm Bauhaus Athletics - 54,42 s
- 2015:  Weltklasse Zürich - 54,57 s
- 2015:   Diamond League - 8 p
- 2016:  Herculis - 54,81 s
- 2016:  London Anniversary Games - 54,33 s
- 2016:  Athletissima - 54,98 s
- 2016:  Weltklasse Zürich - 54,22 s
- 2016:  Memorial Van Damme - 54,60 s
- 2016:   Diamond League - 20 p